# Salvelinus malma
Cá hồi Dolly Varden (Danh pháp khoa học: Salvelinus malma) là một loài cá hồi trong họ Salmonidae có nguồn gốc từ các dòng sông nước lạnh của Thái Bình Dương ở châu Á và Bắc Mỹ. Nó nằm trong chi Salvelinus, trong đó có 51 loài được công nhận, nổi bật nhất là cá vây, cá hồi hồ và cá hồi, cũng như cá hồi Bắc Cực. 

## Phân bố
Mặc dù nhiều quần thể là bán tự nhiên, quần thể sông và hồ chứa thường được nó cư trú trong phạm vi của mình. Nó được các nhà phân loại học coi là một phần của quần thể Salvelinus alpinus hay cá hồi Bắc Cực, vì có nhiều quần thể cá hồi đực. Cá hồi Dolly Varden và cá hồi Bắc Cực có phạm vi sinh sống chồng lấn nhau. Dolly Varden được xem như là một loài cá câu thể thao ở Hoa Kỳ và Canada. Dolly Varden chiếm một tỷ lệ khá lớn trong việc đánh bắt cá sống tại Alaska, nơi cá hồi không nhiều.

## Phân loài
Loài cá này có 03 phân loài được công nhận. Các phân loài của nó là:
- S. m. malma (Walbaum, 1792) (Dolly Varden miền Bắc)
- S. m. lordi (Günther, 1866) (Dolly Varden miền Nam)
- S. m. krascheninnikova (Taranez, 1933) = Salvelinus curilus (Dolly Varden châu Á)
- S. m. miyabei (Oshima, 1938) (Cá hồi Miyabe)

## Đặc điểm
Lưng cá và hai bên là màu xanh lá cây ô liu hoặc màu xám bùn, bóng màu trắng trên bụng. Cơ thể có những đốm vàng nhạt hoặc hồng nhạt phân tán. Không có đốm đen hoặc đường lượn sóng trên thân hoặc vây. Các đốm đỏ nhỏ có mặt ở phía dưới, thường là không rõ ràng. Vây cá là bằng và không chéo, ngoại trừ một vài điểm sáng trên nền đuôi vây đuôi.
Dolly Varden được tìm thấy trong ba dạng khác biệt. Một hình thức bán bán tự nhiên hoặc di chuyển bằng đường biển di chuyển từ vùng nước ngọt và dành một ít thời gian trong đại dương hoặc các vịnh và cửa sông mặn trước khi trở về nước ngọt để sinh sản. Các dạng sinh sống ở môi trường nước ngọt từ trung bình đến lớn và di cư vào các chi lưu nhỏ để sinh sản. Một hình thức thứ ba được tìm thấy trong các hồ nước sâu, lạnh, từ nơi mà chúng cuối cùng di chuyển vào các dòng suối để đẻ trứng.